# Cascade d'Antomboka
La cascade d'Antomboka (Grande Cascade) est une chute d'eau de 62 m au Nord de Madagascar.

## Géographie
Elle se situe dans la région de Diana, dans le parc national de la Montagne d'Ambre.